# Giovanni VI di Gerusalemme
Giovanni VI (fl. IX secolo) è stato il patriarca di Gerusalemme tra l'838 e l'842.
Secondo le cronache di Eutichio, fu costretto ad abbandonare la sua sede in seguito a gravi pettegolezzi sul suo conto.